# Tontrommel

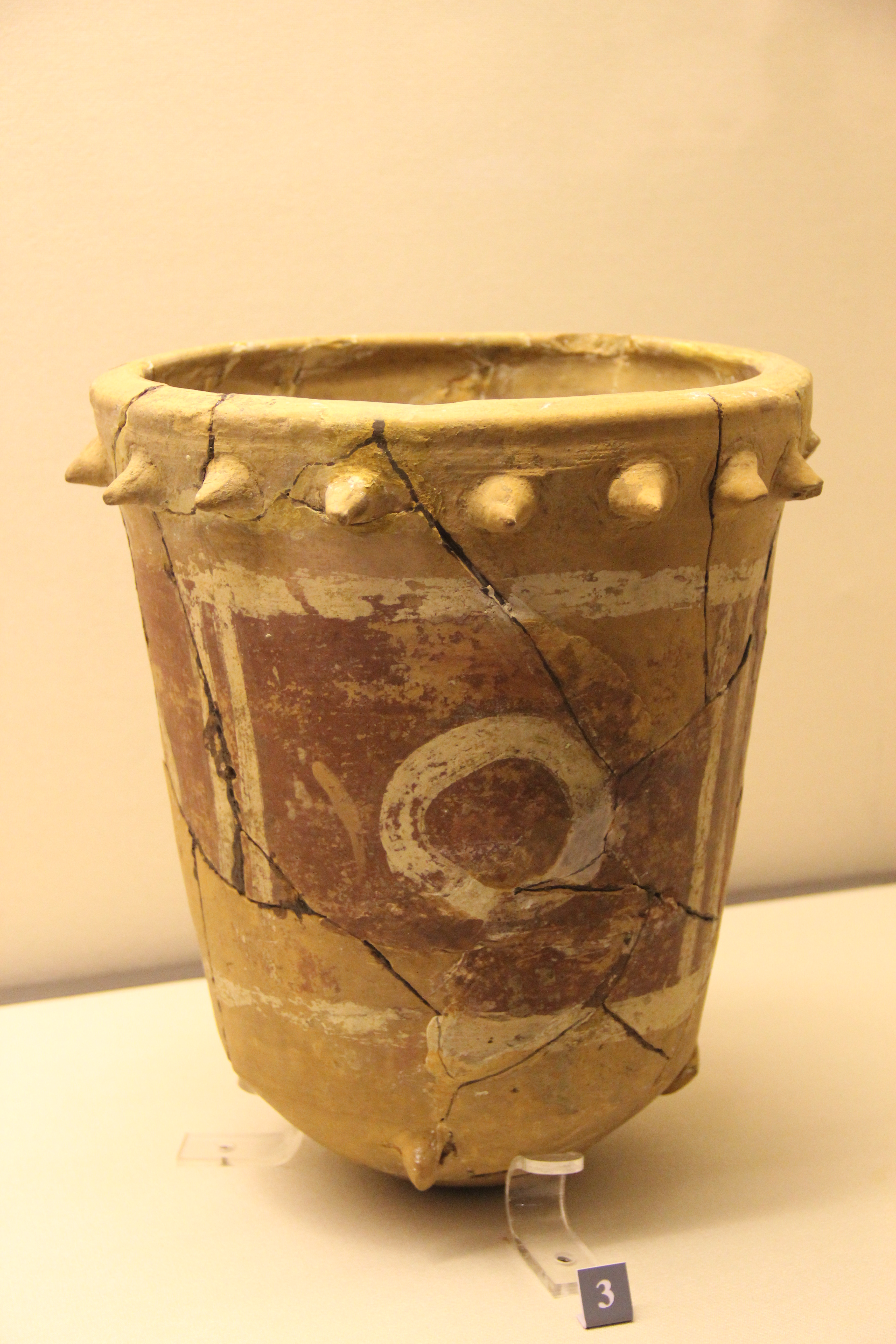
Engobierte Tontrommel der neolithischen Dawenkou-Kultur in China. Shandong-Provinzmuseum, Jinan

Eine Tontrommel ist eine Trommel mit einem beliebig geformten Korpus aus gebranntem Ton. Das Kriterium des Materials bezeichnet keinen bestimmten Trommeltypus, Tontrommeln sind aber überwiegend einfellige Kesseltrommeln mit geschlossenem Boden und einfellige, unten offene Bechertrommeln. Zweifellige Röhrentrommeln aus Ton sind selten. Nach der Spieltechnik gehören Tontrommeln meist zu den Handtrommeln. Tontrommeln werden wegen der Bruchgefahr nur vereinzelt mit dünnen Stöcken geschlagen.

## Herkunft

### Bechertrommeln
Das entwicklungsgeschichtlich früheste Membranophon war die stationäre Erdtrommel, bei der eine Membran frei über ein Erdloch als Resonanzraum gespannt war. Es bedeutete einen Entwicklungsschritt, ein Musikinstrument von seiner Ortsgebundenheit zu befreien. Bei Trommeln führte dies – parallel zum Übergang vom am Boden liegenden Stampfbrett zum hängenden Schlagbalken – zunächst zu senkrecht aufgestellten schweren Röhrentrommeln aus einem ausgehöhlten Baumstamm, die mit Stöcken geschlagen werden, und zu tragbaren, mit den Händen geschlagenen Tontrommeln. Solche kleineren Tontrommeln sind in unterschiedlichen Formen seit der Jungsteinzeit überliefert. Curt Sachs (1940) hält wegen der primitiveren Bearbeitung Holztrommeln, die innen mit Feuer ausgebrannt und mit Werkzeugen ausgehöhlt wurden, für älter als Tontrommeln, welche die anspruchsvolle Technik der Töpferei voraussetzen. Die Form der Bechertrommel ist bestens geeignet, um auf der Töpferscheibe hergestellt zu werden, und sobald diese erfunden war, wurden kleine Trommeln zeitsparender als die mühsame Holzbearbeitung aus Ton und mit einem gerundeten statt zylindrischen Korpus angefertigt. Ein Korpus in Becherform mit einer schlanken zylindrischen Röhre unten oder mit einer taillierter Form erwies sich als günstige Entwicklung, um die Trommel beweglicher zu machen, weil sie beim Tanzen unter einem Arm eingeklemmt werden kann; ebenso vorteilhaft wie der Handgriff in der Mitte der langen Holztrommel kundu in der Musik Neuguineas.
Archäologischen Funden zufolge waren becherförmige Tontrommeln in China zwischen 4000 und 2000 v. Chr. in Gebrauch und um 1400 v. Chr. wurden sie durch Trommeln aus Bronze oder Holz abgelöst. Die Trommeln haben die Form eines Trichters, der in einem schlanken Zylinder ausläuft.
Aus Mesopotamien ist die Form der Bechertrommel von einer 1100 v. Chr. datierten Abbildung bekannt, die ein geschätzt 90 Zentimeter langes, auf dem Boden stehendes Instrument wohl aus Holz zeigt, während die große Kesseltrommel lilissu mit einem Korpus aus Bronze bereits seit Anfang des 2. Jahrtausends v. Chr. nachweisbar ist.
In Zentral- und Südosteuropa sind in großer Zahl Bruchstücke von becher- oder sanduhrförmigen Tontrommeln aus der Trichterbecherkultur (um 4200 – um 2800 v. Chr., Walternienburg-Bernburger Kultur im östlichen Deutschland) erhalten. Sie besitzen am oberen Rand umlaufend eine Reihe von Nasen, an denen die Membran befestigt werden konnte. Typologisch gehören sie in eine Gruppe wie die wesentlich spätere arabische darbuka oder die westafrikanische djembé. Hinzu kommen einige Funde von Tontrommeln aus der frühbronzezeitlichen Aunjetitzer Kultur (in Böhmen, um 2300 – um 1600 v. Chr.), der spätbronzezeitlichen Urnenfelderkultur (um 1300 – um 800 v. Chr.) und der eisenzeitlichen Latènezeit (um 450 v. Chr. – um 0).
Frühe Bechertrommeln aus Ton wurden außer in Europa auch in Mittel- und Südamerika gefunden, so in der Provinz Chiriquí in Panama. Dort war die Membran durch eine um den Rand herumgebundene Schnur fixiert, eine wesentlich ältere Methode als die bei vielen orientalischen Bechertrommeln übliche Verklebung der Membran. In der Nazca-Kultur im alten Peru (um 200 v. Chr. – 600 n. Chr.) zeigen Bechertrommeln aus Ton wie Gefäßflöten geometrische Dekorationen oder mythologische Motive, etwa Dämonen oder die Dualität von Jaguar und Schlange. Manche Motive und Formen wurden an den Bechertrommeln in Zentralperu bis in die Chancay-Kultur (bis Mitte des 15. Jahrhunderts) übernommen. Tonfiguren aus der Inka-Zeit stellen Musikanten dar, die eine kleine Bechertrommel an einem Bein festgebunden haben, während sie mit einer Hand eine Panflöte an den Mund und mit der anderen ein „Hörrohr“ unklarer Funktion halten.

### Kesseltrommeln
Kesseltrommeln aus Ton lassen sich prinzipiell auch als Kochgeschirr verwenden und sie sind eine Parallelentwicklung zu den gleichartigen Tontöpfen in der Küche. Dem Kochgeschirr aus Ton entsprechen auch die Wassertrommeln, halb mit Wasser gefüllte und mit einer Membran bespannte Tontöpfe, die manche Indianervölker in Nord- und Südamerika früher bei Ritualen verwendeten.
Kesselförmige Tontrommeln sind aus der chinesischen Qin-Dynastie (3. Jahrhundert v. Chr.) bekannt. In Südasien sind kleine Kesseltrommeln aus Ton mit einem kurzen und breiten Hals in der Kunst von Gandhara (1. und 2. Jahrhundert n. Chr.) im Nordwesten von Indien und nachfolgend auf einem Relief aus dem ehemaligen buddhistischen Kloster von Paharpur in Bengalen (5. Jahrhundert) abgebildet; lange bevor gegen Ende des 1. Jahrtausends die muslimischen Eroberer in ihren Militärorchestern größere Kesseltrommeln (al-kūs und naqqāra) mitbrachten.
In der auf Sanskrit um die Zeitenwende verfassten Abhandlung über Musik und darstellende Künste Natyashastra werden die Trommeln in drei Gruppen eingeteilt. Zur ersten Gruppe gehören die aus Tonerde (mrd) hergestellten Trommeln, auf die namentlich die heutige mridangam, eine Doppelkonustrommel aus Holz, zurückgeht. Die mrd-Gruppe umfasste unterschiedliche Trommeltypen, die senkrecht am Boden aufgestellt, unter den Arm geklemmt oder waagrecht in den Schoß gelegt wurden.

## Verbreitung

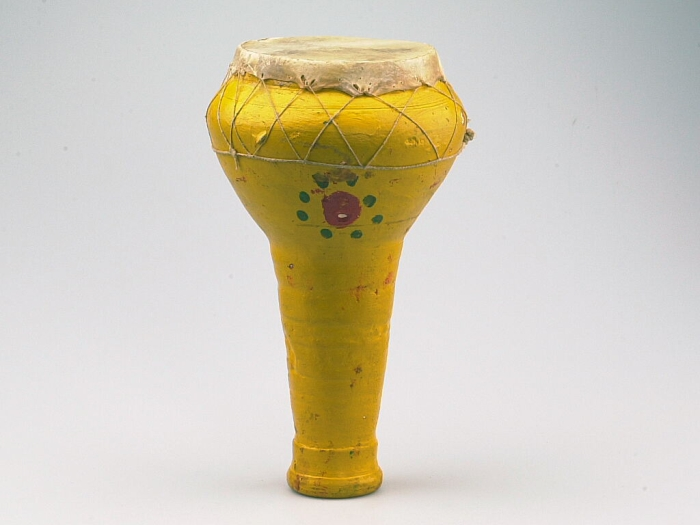
Darbuka mit Tonkorpus aus Libyen. Vor 1965

Becherförmige Tontrommeln sind vor allem im muslimischen Orient von Nordafrika bis Afghanistan verbreitet. Der Verbreitungsschwerpunkt für Kesseltrommeln in Form eines Tontopfes ist Indien und zweifellige Röhrentrommeln kommen speziell in der Volksmusik von Ostindien vor.

### Bechertrommeln
- Dalūka, Bechertrommel aus luftgetrocknetem Lehm im Norden des Sudan. Neben der Leier kisir eines der wenigen traditionellen Instrumente der Nubier
- Darbuka, arabische Bechertrommel traditionell mit einem Korpus aus Ton, mit Ziegenhaut oder Fischhaut bespannt. Türkisch dümbelek und kurdisch dembilk
- Skor arak, Bechertrommel aus Ton oder Holz, die in einem kambodschanischen Mohori-Ensemble gespielt wird
- Taʿārija, kleine schlanke Tontrommel in der marokkanischen Volksmusik, die in dieser Form auch im mittelalterlichen islamischen al-Andalus verbreitet war
- Zerbaghali, afghanische Bechertrommel aus Ton

### Kesseltrommeln

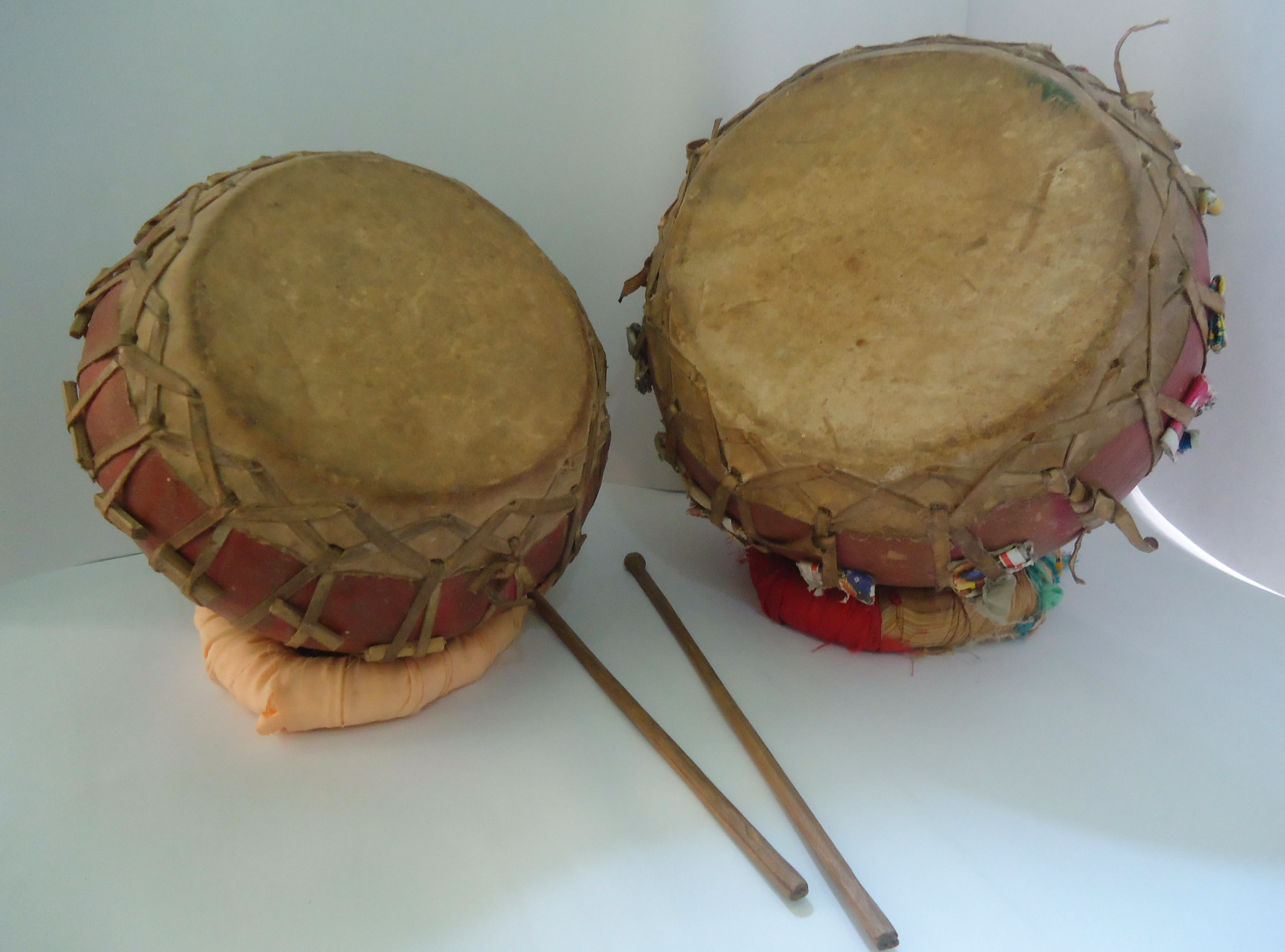
Nagara-Paar aus zwei einzelnen Kesseltrommeln mit Tonkorpus in Assam

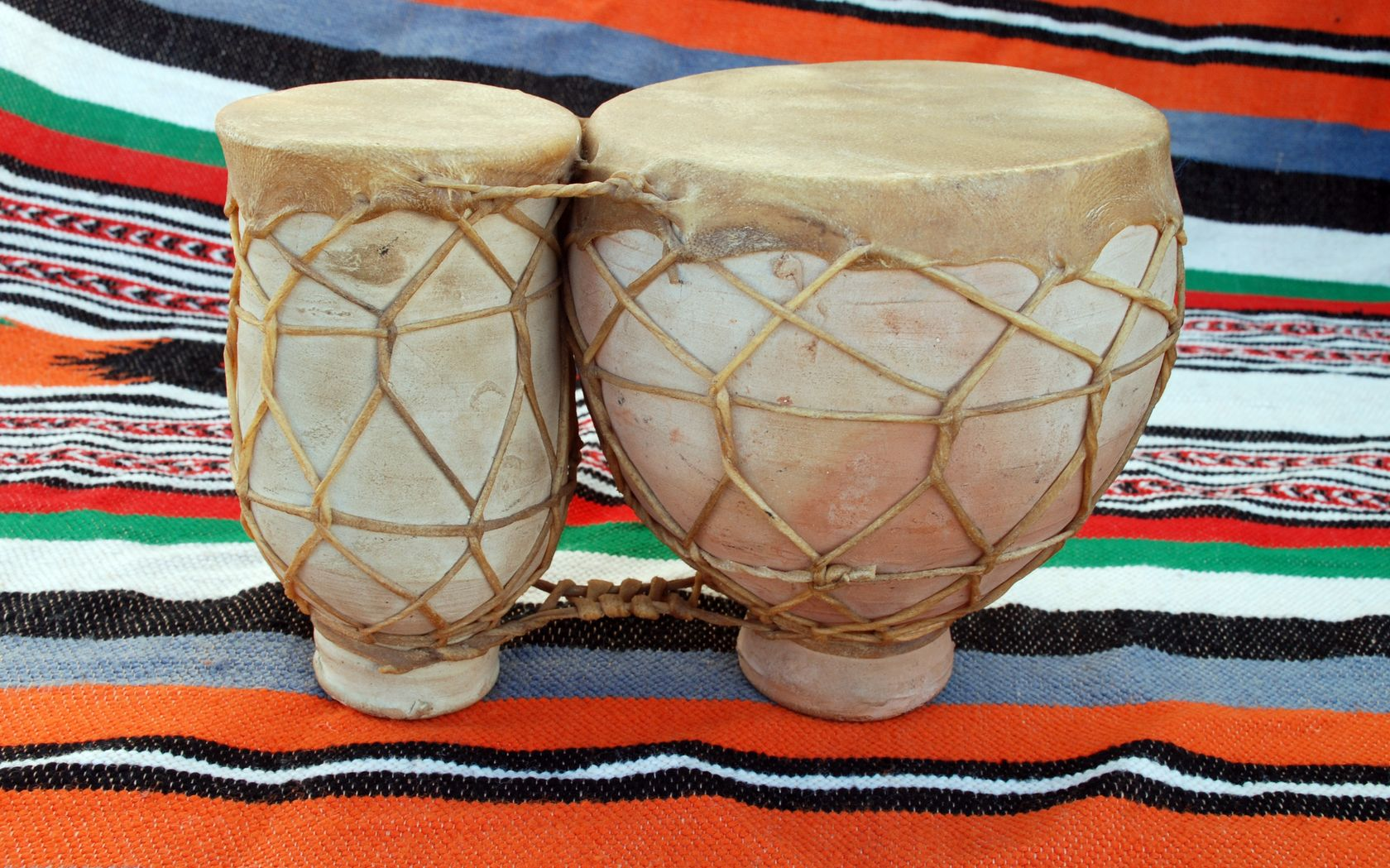
Tbilat, verbundenes Kesseltrommelpaar in Marokko

- Bummädiya, kugelförmiger Tontopf in Sri Lanka mit einem kurzen Hals und einer weiten Öffnung, die mit einer Membran aus Leguanhaut bespannt ist. Kleiner offener Hals an der Unterseite des Topfes[10]
- Chepkobis, mit Stöcken geschlagene Tontopftrommel im Westen Kenias bei der Elgeyo-Ethnie im Elgeyo-Marakwet County
- Diplipito, kleines Kesseltrommelpaar aus Ton in der georgischen Volksmusik
- Duggi, einzeln oder paarweise gespielte kleine Kesseltrommel in der nordindischen Volksmusik
- Ghumat, Tontopftrommel im westindischen Bundesstaat Goa
- Guedra, Kochtopf aus Ton mit einer Membran bespannt, der von Berberfrauen im Süden Marokkos zur Tanzbegleitung verwendet wird
- Sahfa, Zwischenform aus Rahmentrommel und Kesseltrommel in der Region Tihama im Jemen
- Tasa, auch tasha, tassa, kleine Kesseltrommel aus Ton oder Metall in Nordindien, der Karibik und auf Sumatra. Die Zeremonialtrommel wird in Nordindien bei Prozessionen zusammen mit der Fasstrommel dhol gespielt.[11]
- Tbilat, zusammengebundenes kleines Kesseltrommelpaar in Marokko

### Zweifellige Röhrentrommeln
- Khol, zweifellige asymmetrische Doppelkonustrommel in Ostindien und Bangladesch, verwandt mit der hölzernen pung in Manipur[12]
- Madar, fassförmige oder konische zweifellige Tontrommel in Ostindien
- Tumdak’, konische zweifellige Trommel der Santal in Ostindien. Mit Rindshaut oder Ziegenhaut bespannt[13]